# Maria durch ein Dornwald ging
Maria durch ein Dornwald ging (Nederlands: "Maria door een doornwoud ging") is een Duits kerstlied uit de regio Eichsfeld. Van oorsprong is het geen lied voor de advent, maar voor de pelgrimage.

## Geschiedenis
De werkelijke oorsprong van het lied is onduidelijk. Vaak wordt de oorsprong teruggebracht tot de 16e eeuw. In het Andernacher Gesangbuch uit 1608 is het lied Jesum und seine Mutter zahrt afgedrukt met de opmerking "op de melodie van Maria ging durch diesen Wald waarvan wordt vermoed dat het om het huidige kerstlied gaat. Echter kan dit niet worden bewezen.

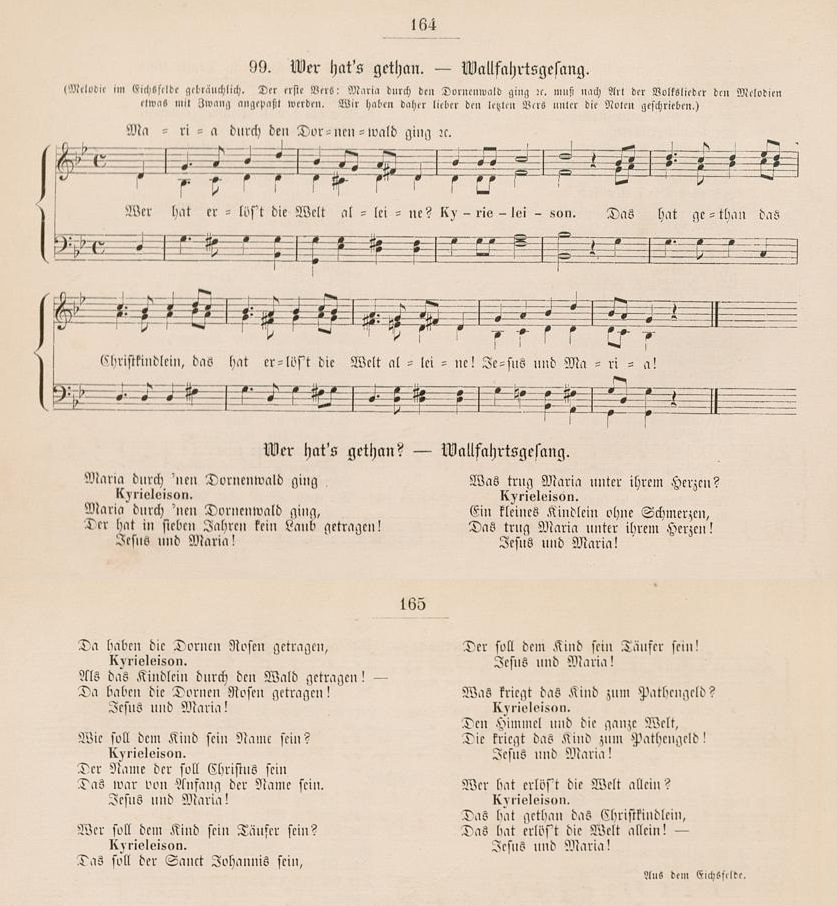
De eerste druk van Maria durch ein Dornwald ging, gepubliceerd in 1850.

Het lied was wijdverbreid in Eichsfeld in Thuringen en in het aartsbisdom Paderborn. Hier was het bekend als bedevaartslied. Het lied werd vooral mondeling overgeleverd. De eerste gepubliceerde versie  - met zeven coupletten - werd in 1850 opgenomen in de verzameling geestelijke liederen van August von Haxthausen, een verzamelaar van volksliederen, en Dietrich Bocholtz-Assenburg.
Liedboeken van de Duitse jeugdbeweging aan het begin van de 20e eeuw verhoogden de populariteit van het lied. Daarnaast werd het lied minder gezien als bedevaartslied en meer als hymne voor de advent. In 1910 verscheen het lied in de tegenwoordig bekende versie in het Jugenheimer Liederblatt. In 1912 werd het lied opgenomen in de bundel Der Zupfgeigenhansl en in 1914 in het liedboek Der Spielmann gemaakt door Klemens Neumann, medeoprichter van de katholieke jeugdbeweging Quickborn. Het lied werd ook als nr 224 opgenomen in de Gotteslob, het gemeenschappelijke katholieke gebeds- en gezangboek in Duitsland, Oostenrijk en Zuid-Tirol.
Tijdens de jaren van het nationaalsocialistisch bewind nam de ontvangst merkbaar af; het lied werd na 1945 des te populairder.

## Betekenis
De eerste drie coupletten beschrijven het bezoek van Maria aan Elisabet met Jezus "onder haar hart", zoals beschreven in het evangelie volgens Lucas (Lucas 1:39–56). Het dode doornenhout staat symbool voor onvruchtbaarheid en dood. Het begint echter spontaan te bloeien wanneer Maria er met het goddelijke kind doorheen loopt, een teken van nieuw leven en het licht in de duisternis. Ook verwijst het dode doornenbos naar de wereld onder de vloek van de zonde zoals beschreven in Gensis 3:18. Het bloeien van de doornenstruiken voorspiegelt de verrijzenis. De komst van Christus betekent verlossing. 
De andere coupletten van de oorspronkelijk zeven gaan in vraag- en antwoordvorm over het mysterie van de incarnatie van Christus.

## Vandaag de dag gebruikelijke tekst
„Maria durch ein Dornwald ging,

Kyrie eleison.

Maria durch ein Dornwald ging,

der hat in sieben Jahrn kein Laub getragen.

Jesus und Maria.

Was trug Maria unter ihrem Herzen?

Kyrie eleison.

Ein kleines Kindlein ohne Schmerzen,

das trug Maria unter ihrem Herzen.

Jesus und Maria.

Da haben die Dornen Rosen getragen,

Kyrie eleison.

Als das Kindlein durch den Wald getragen,

da haben die Dornen Rosen getragen.

Jesus und Maria. 

## Tekst zoals gepubliceerd in 1850
„Maria durch ’nen Dornenwald ging

   Kyrieleison.

Maria durch ’nen Dornenwald ging,

Der hat in sieben Jahren kein Laub getragen!

   Jesus und Maria!

Was trug Maria unter ihrem Herzen?

   Kyrieleison.

Ein kleines Kindlein ohne Schmerzen,

Das trug Maria unter ihrem Herzen!

   Jesus und Maria!

Da haben die Dornen Rosen getragen,

   Kyrieleison.

Als das Kindlein durch den Wald getragen! –

Da haben die Dornen Rosen getragen!

   Jesus und Maria!

Wie soll dem Kind sein Name sein?

   Kyrieleison.

Der Name der soll Christus sein

Das war vom Anfang der Name sein.

   Jesus und Maria!

Wer soll dem Kind sein Täufer sein?

   Kyrieleison.

Das soll der Sanct Johannis sein,

Der soll dem Kind sein Täufer sein!

   Jesus und Maria!

Was kriegt das Kind zum Pathengeld?

   Kyrieleison.

Den Himmel und die ganze Welt,

Die kriegt das Kind zum Pathengeld!

   Jesus und Maria!

Wer hat erlös’t die Welt allein?

   Kyrieleison.

Das hat gethan das Christkindlein,

Das hat erlös’t die Welt allein!